# Алави, Бозорг
Бозорг Алеви слу́шайтео файле (перс. بزرگ علوی‎) (2 февраля 1904 года, Тегеран, Иран — 18 февраля 1997 года, Берлин, Германия) — иранский писатель, романист и политический деятель.
Он был одним из основателей марксистско-ленинской «Народной партии Ирана» в 1940-х годах. После военного переворота 1953 года и свержения премьер-министра Мохаммада Мосаддыка Бозорг Алави провел остаток своей жизни в Германии. Он ненадолго вернулся в Иран перед Исламской революцией 1979 года, но после снова принял решение вернуться в Европу. Роман «Её глаза» (перс. چشم‌هایش‎), опубликованный в Иране в 1952 году и впоследствии запрещённый цензурой Ирана, считается лучшим романом писателя.
Алави был близким другом известного иранского писателя Садека Хедаята. Вдвоем они создали литературный клуб в Париже, который назвали «Группа Раб’э» (перс. گروه ربعه‎). Помимо романа «Её глаза» Алави написал также множество других произведений в индивидуальном литературном стиле — например, сборник рассказов «Чемодан», написанный под впечатлением от работ Зигмунда Фрейда. Другие произведения Алави, такие как «Мирза», «53 человека» и «Гилемард», включены в обязательную литературную программу для средних школ Ирана.
Помимо написания литературных произведений Бозорг Алави также занимался переводом зарубежной литературы на персидский язык — в частности, он перевёл произведения «Вишнёвый сад» А. П. Чехова, «Двенадцать месяцев» С. Я. Маршака, «Профессия миссис Уоррен» Б. Шоу и «Орлеанская дева» Ф. Шиллера.

## Биография
Бозорг Алави (настоящее имя — Сейед Моджтаба Алави) родился в Тегеране, Иран в многодетной семье — он был третьим из шести детей. Его отец, Аболь Хасан Алави, принимал участие в конституционной революции 1906 года, а затем публиковал вместе с Хасаном Такизаде прогрессивный журнал «Каве» (перс. کاوه‎) в Германии.
Его дедушка по отцовской линии — Сейед Мохаммад Сарраф — был обеспеченным банкиром, членом первого иранского Маджлеса. Сарраф был младшим братом Хаджа Сейеда Джавада Хазанеха, казначея шаха Насреддина Каджара.
Бозорг Алави получил прозвище «Бозорг» (перс. بزرگ‎ — великий) от имени своего прадеда — Сейеда Моджтаба Ага Бозорг Алави, торговца сахаром, кондитера и судовладельца, который умер в год рождения писателя.
Начальное образование Бозорг Алави получил в Тегеране. В 1922 году он был отправлен на учёбу в Берлин вместе со своим старшим братом Мортазой. После возвращения в Иран в 1927 году Алави сначала преподавал немецкий язык в Ширазе, а затем — в Тегеране. В этот период он познакомился и подружился с Садеком Хедаятом. В это же время он начал заниматься диссидентской деятельностью, попав в число знаменитых «53 человек», заключённых в 1937 в тюрьму за коммунистическую деятельность правительством шаха Реза Пехлеви. Судим по делу «Процесса 53-х» и приговорён к семи годам тюрьмы, однако был выпущен через четыре года — в 1941 году после всеобщей амнистии.
После освобождения Бозорг Алави опубликовал сборники «Тюремные записки» и «53 человека» и продолжил свою политическую деятельность, став основателем коммунистической «Народной партии Ирана» и редактором журнала «Мардом» (перс. مردم‎ — люди). Алави находился в Германии, когда во время переворота 1953 года было свергнуто правительство Мосаддыка, что повлекло за собой массовые аресты людей по всей стране. Алави преподавал в Университете Гумбольдта до свержения шахского режима в 1979 году.
Весной 1979 года писатель ненадолго вернулся в Иран после 25 лет жизни в Германии. Его тепло встретили члены Ассоциации писателей Ирана, в том числе Ахмад Шамлу, Махмуд Доулятабади и Сиявуш Касраи. Последний раз Бозорг Алави приехал в Иран в 1993 году. Писатель умер в Берлине в 1997 году.

## Личная жизнь
Перед отъездом из Ирана Бозорг Алави женился на своей кузине Фатеме Алави. В 1956 году он женился на немке Гертруде Паарш, с которой прожил до самой смерти.